# Миллар, Грегори
Грегори Миллар (англ. Gregory Millar, настоящая фамилия Ману́сос, англ. Manoussos, от греч. Μανούσος; 1925, Принс-Альберт, Канада — 2002) — американский дирижёр.
Сын грека-иммигранта Майкла Манусоса и франко-канадской матери Терезы Брюно, у которой получил начальное музыкальное образование. Во время Второй мировой войны служил в Вооружённых силах Канады, был ранен. Демобилизовавшись, поступил в Университет Британской Колумбии, где стал сперва концертмейстером студенческого оркестра, а затем и его дирижёром; частным образом занимался скрипкой также у Жана де Риманози. В 1945 году был замечен посетившим Ванкувер Леонардом Бернстайном, порекомендовавшим молодому музыканту продолжить дирижёрскую карьеру. В 1948—1951 гг. руководил музыкальной программой Сент-Луисского университета.
Затем перебрался в Сан-Франциско, где в 1951 году основал собственный коллектив под названием Маленький симфонический оркестр (англ. Little Symphony), осуществил с ним ряд премьер (в частности, Концерта для фортепиано с альтами, виолончелями и контрабасами Марги Рихтер, 1957). Одновременно в 1953—1959 гг. возглавлял Монтерейский симфонический оркестр, спорадически дирижировал и другими составами. Осуществил с Маленьким симфоническим оркестром первую запись «Двенадцати греческих танцев» Никоса Скалкотаса (1957), перевыпущенную в 2020 году. В 1954 году однажды выступил на сцене Сан-Францисской оперы, исполнив крохотную партию узника в опере Людвига ван Бетховена «Фиделио». Одновременно выступал в городских ночных клубах как певец-пародист, вместе с комиком Мортом Салом.
В 1960 году ненадолго возглавил оркестр в городе Сан-Леандро (Калифорния), но вскоре по приглашению Бернстайна занял место ассистента дирижёра в Нью-Йоркском филармоническом оркестре. В ходе концерта в Карнеги-холле заменил почувствовавшего себя нездоровым Бернстайна, имея 4 минуты на подготовку, и продирижировал Четвёртой симфонией Роберта Шумана. Эпизод получил освещение в прессе, журнал Time воспроизвёл фразу Бернстайна по поводу Миллара: «[Настоящего] дирижёра сразу чуешь» (англ. You can smell a conductor). В том же году принял участие в конкурсе на должность главного дирижёра Симфонического оркестра Каламазу, в ходе пробного концерта продирижировав, в частности, Концертом для кларнета с оркестром Аарона Копленда с Бенни Гудменом как солистом.
В 1961—1968 гг. возглавлял Симфонический оркестр Каламазу. Расширил концертную практику коллектива, учредив концерты для детей и открыв программу «Звёздный свет» (англ. Starlight), концерты которой, с участием звёзд неакадемической музыки (таких, как Дюк Эллингтон и Макс Роуч), проходили под открытым небом, на крыше огромного крытого парковочного комплекса. С оркестром регулярно выступали в качестве солистов собственные музыканты — прежде всего, пианистка Элис Маллен (1918—2006) и скрипач, концертмейстер Волдемарс Рушевиц.
В 1968—1973 гг. главный дирижёр Симфонического оркестра Гранд-Рапидс; среди новинок, внесённых им в репертуар оркестра, были Фантастическая симфония Гектора Берлиоза, Концерт для оркестра Белы Бартока, оратория Уильяма Уолтона «Пир Валтасара». В 1969 году оркестр под управлением Миллара исполнил премьеру небольшой пьесы Аарона Копленда «Приветственные фанфары» (англ. Inaugural Fanfare), заказанной городскими властями для церемонии открытия установленной в Гранд-Рапидсе скульптуры Александра Колдера «Высокая скорость». Одновременно в 1966—1977 гг. руководил Тусонским симфоническим оркестром, в 1976 г. вновь вернулся к музыке Марги Рихтер, исполнив в Тусоне премьеру её сочинения «Умственные ландшафты, I». Затем в 1978—1981 гг. возглавлял Реджайнский симфонический оркестр.